# اوله تاراسنکو
اوله تاراسنکو (اوکراینی: Олег Володимирович Тарасенко؛ زادهٔ ۲۳ ژوئن ۱۹۹۰) بازیکن فوتبال اهل اوکراین است.
از باشگاه‌هایی که در آن بازی کرده‌است می‌توان به باشگاه فوتبال کارپاتی لویو اشاره کرد.